# Hespérie pont-euxine
Spialia orbifer
Espèce
L’Hespérie pont-euxine (Spialia orbifer) est un insecte lépidoptère de la famille des Hesperiidae, de la sous-famille des Pyrginae, du genre Spialia.

## Taxonomie
Spialia orbifer a été décrit par Jakob Hübner en 1823.

### Noms vernaculaires
L'Hespérie pont-euxine ou hespérie orientale se nomme Hungarian Skipper en anglais.

### Sous-espèces
- Spialia orbifer orbifer; présent en Sicile, dans le sud-est de l'Europe, en Iran et dans le sud-ouest de la Sibérie.
- Spialia orbifer carnea (Reverdin, 1927); présent en Afghanistan.
- Spialia orbifer hilaris (Staudinger, 1901); présent dans le moyen-orient, sud-est de la Turquie, Liban, Israël, Jordanie, nord de l'Irak et ouest de l'Iran.
- Spialia orbifer lugens (Staudinger, 1886); présent dans le nord-est de l'Iran et le sud de la Sibérie.
- Spialia orbifer pseudolugens P. Gorbunov, 1995; présent dans l'Altaï[1].

## Description
L'Hespérie pont-euxine est un petit papillon au dessus de couleur marron, avec aux ailes antérieures et postérieures une frange marginale blanche entrecoupée et une ornementation de taches blanches en lignes parallèles à la marge.
Le revers est beige clair avec des taches blanches.

## Biologie

### Période de vol et hivernation
L'Hespérie pont-euxine vole en deux génération de mi-avril à fin juin, puis de mi-juillet à fin août.
Elle hiverne au stade de chenille.

### Plantes hôtes
Les plantes hôtes de sa chenille sont des Sanguisorba, Sanguisorba officinalis et Sanguisorba minor, Rubus idaeusus et des Potentilla,.

## Écologie et distribution
L'Hespérie pont-euxine est présente en Sicile, dans le sud-est de l'Europe, au moyen-orient, en Turquie, au Liban, en Israël, en Jordanie, en Irak et en Iran, en Asie dans le sud de la Sibérie, dans l'Altaï et en Asie centrale jusqu'en Corée,,.

### Biotope
L'Hespérie pont-euxine réside sur les pentes rocheuses fleuries.

### Protection
Pas de statut de protection particulier.